# Ferrari 290 S
Ferrari 290 S — перегоновий автомобіль виготовлений компанією Ferrari у 1957 році. Це був подальший розвиток конструкції автомобіля-попередника 290 MM переможця перегонів 1956 Mille Miglia. 290 S став першим спортивним автомобілем виробництва Ferrari, що був оснащений двигуном конфігурації DOHC V12. Кар'єра його була дуже короткою, але він став важливою віхою у розвитку лінійки двигунів Jano V12.

## Участь у перегонах
Вітторіо Яно спроектував двигун V12 застосувавши низку технічних рішень та набутий досвід проектування двигуна V8 для команди компанії Lancia, призначеного для перегонів у Формулі-1. Двигун для 290 S був еволюцією моделі двигуна, яка раніше використовувалась на спортивному перегоновому автомобілі 290 MM, але із чотирма верхніми розподільними валами. Новий двигун був встановлений на тому ж, немодифікованому трубчастому шасі, що і його попередник. Кузов автомобіля, який виготовлявся компанією Scaglietti, було оновлено лише щоб врахувати нові технічні правила, запроваджені FIA.
На відміну від свого попередника, 290 S не здобув жодної перемоги. Було випущено всього два екземпляри (номери шасі 0646 і 0656), і обидва були перетворені на похідну модифікацію 315 S з більшим робочим об'ємом, один до перегонів 12 годин Сібрінга, другий після них.

## Технічні характеристики

### Двигун
Новий двигун Jano V12 з кодовою назвою Tipo 136, отримав нову конфігурацію з двома розподільними валами на блок циліндрів. Діаметр циліндрів і хід поршня залишились попередніми (73 мм на 69,5 мм), що забезпечувало двигуну робочий об'єм 3490,61 см³. При ступені стиску 9:1, вихідна потужність була 325 к. с. при 8000 об/хв. Для порівняння 290 MM розвивав максимальну потужність у 320 к. с. при 7200 об/хв. Систему живлення також було оновлено встановленням шести карбюраторів Weber 42DCN, замість трьох 36IR4s. Запалювання забезпечувалося здвоєними свічками запалювання, які обслуговувалися чотирма котушками. Двигун використовував систему змащування із сухим картером.

### Кузов і підвіска
Трубчасте сталеве шасі, відоме як tipo 520, було таким же, як і на 290 MM, яке, в свою чергу, бере початок від 860 Monza. Передня підвіска була незалежною, а задня — типу «Де Діон» з поперечними листовими ресорами. На обох осях були встановлені гідравлічні амортизатори. Трансмісія і система гальмування залишилися такими ж, як і раніше.

## Участь у перегонах

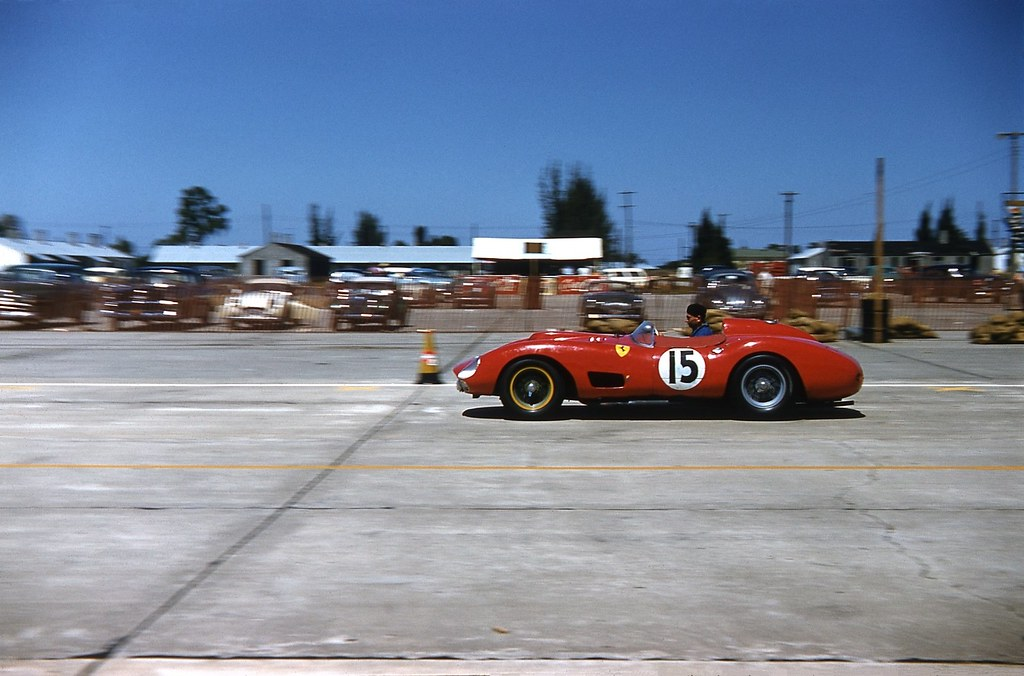
Ferrari 290 S під час практики на перегонах 1957 року

Обидва автомобілі дебютували на перегонах 1000 км Буенос-Айреса у 1957 році. Перша машина (s/n 0646), пілотована Еудженіо Кастеллотті, Луїджі Муссо і Морісом Трентіньяном, зуміла посісти у кваліфікації друге місце. У самих же перегонах автомобіль зійшов з дистанції на півдорозі через проблеми із запалюванням. Луїджі Муссо змінив команду та підтримав екіпаж 290 MM, який здобув перемогу. Двигун до березня було оновлено до специфікації 315 S для перегонів у Себрінгу, а потім автомобіль був зруйнований на трагічних перегонах 1957 Mille Miglia в остаточному вигляді, модернізованому до 335 S. В аварії тоді загинув гонщик Альфонсо де Портаґо, його штурман Едмунд Нельсон та ще дев'ять глядачів.
Друга машина під заводським номером 0656 також дебютувала в аргентинській гонці. 290 S з Пітером Коллінзом і Майком Готорном за кермом, кваліфікувався на п'ятому місці, але також не завершив гонку через проблеми з тиском оливи та схід з траси після перших двох кіл. Автомобіль під зав. № 0656 було згодом було підготовлено до 1957 12 годин Сібрінга, але не було оновлено до більшої потужності. Замість цього автомобіль отримав старий двигун SOHC tipo 130 від 290 MM. Мастен Грегорі з Лу Бреро привели автомобіль, виставлений бізнесменом Джорджем Тілпом (англ. George Tilp), на четверте місце у загальному заліку і третє у своєму класі. Це був найкращий результат команди Ferrari у цьому змаганні, оскільки потужніші Ferrari 315 S посіли шосте та сьоме місця. Пізніше до травня 1957 року автомобіль було переобладнано у 3,8-літровий 315 S.